# 화승인더스트리
화승인더스트리(HWASEUNG Industries Co. Ltd.)는 화승그룹의 정밀화학 및 스포츠 패션 제조업자개발생산(ODM) 기업이다. 본사는 부산시 연제구 중앙대로 1079 장천빌딩 6층 (연산동)에 위치해 있으며 대표이사는 현석호이다.

## 같이 보기
- 아디다스
- 화승엔터프라이즈

## 참고문헌
1. ↑  이수일, 화승인더스트리, 실적 악화 계열사 ‘지원사격’, 아시아투데이, 2024. 02. 07.
2. ↑  김동호, 현석호 화승인더스트리 대표이사 및 화승그룹 부회장, 비지니스포스트, 2023-11-28